# Aegopogon
Aegopogon és un gènere de plantes de la subfamília de les cloridòidies, família de les poàcies, ordre de les poals, subclasse de les commelínides, classe de les liliòpsides, divisió dels magnoliofitins.

## Taxonomia
- Aegopogon argentinus Mez
- Aegopogon avenaceus (R. Br.) P. Beauv.
- Aegopogon breviglumis (Scribn.) Nash
- Aegopogon bryophilus Döll
- Aegopogon cenchroides Humb. i Bonpl. ex Willd.
- Aegopogon debilis (R. Br.) P. Beauv.
- Aegopogon fiebrigii Mez
- Aegopogon geminiflorus Kunth
- Aegopogon gracilis Vasey
- Aegopogon guatemalensis Gand.
- Aegopogon imperfectus Nash
- Aegopogon laguroides (R. Br.) P. Beauv.
- Aegopogon multisetus Steud.
- Aegopogon pusillus P. Beauv.
- Aegopogon quinquesetus (Lag.) Roem. i Schult.
- Aegopogon rigidisetus Steud.
- Aegopogon setifer Nees
- Aegopogon solisii G.A. Levin
- Aegopogon strictus (R. Br.) P. Beauv.
- Aegopogon submuticus Rupr.
- Aegopogon tenellus (DC.) Trin.
- Aegopogon trisetus (Lag.) Roem. i Schult.
- Aegopogon turbinatus (R. Br.) P. Beauv.
- Aegopogon unisetus (Lag.) Roem. i Schult.